# Chlorella
Chlorella é um gênero de algas verdes unicelulares, do Filo Chlorophyta.  De forma esférica, cerca de 0-10 μm de diâmetro, sem flagelo.  Chlorella contém os pigmentos verdes fotossintetizadores clorofila-a e -b em seu cloroplasto. Através da fotossíntese se multiplica rapidamente requerendo só dióxido de carbono, água, luz solar, e pequenas quantidades de minerais, para reproduzir-se.
O nome Chlorella provém do grega chloros: verde; e do sufixo diminutivo latino ella:  "pequeno". O bioquímico alemão Otto Heinrich Warburg recebeu o Prêmio Nobel em Fisiologia e Medicina em 1931 por seu estudo da fotossíntese na Chlorella.
Em 1961 Melvin Calvin da Universidade da Califórnia recebeu o Prêmio Nobel de Química por seu estudo sobre os caminhos da assimilação do CO,2 em plantas usando a Chlorella. Em anos recentes, investigadores têm feito uso menor de Chlorella como organismo experimental  devido a suas faltas do ciclo de vida biológico e, além disso, o avanço nos estudos da genética.
Muita gente crê que Chlorella pode servir como uma fonte potencial de alimento e de energia devido a sua eficiência fotossintética, que pode alcançar teoricamente a 8 %, que é comparável com outros cultivos altamente eficientes como a cana de açúcar. Também o faz atrativa fonte alimentar por sua alta proporção de proteína e outros nutrientes essenciais ao humano; seco, têm cerca de 45% de proteína, 20% de gorduras, 20% de carboidratos, 5% de fibras,  10% de minerais e vitaminas. Entretanto, devido a ser uma alga unicelular, seu cultivo apresenta enormes dificuldades práticas para ser feito em grande escala. Os métodos de produção de biomassa estão começando a ser usados para seu cultivo em grandes depósitos artificiais.